# Kościół Narodzenia św. Jana Chrzciciela w Budach
Kościół Narodzenia świętego Jana Chrzciciela w Budach – rzymskokatolicki kościół filialny należący do parafii św. Jakuba w Szwecji (dekanat Wałcz diecezji koszalińsko-kołobrzeskiej).
Jest to świątynia zbudowana w 1858 roku w stylu neoromańskim dla katolickich mieszkańców wsi. Budowla jest murowana, wzniesiona z cegły ceramicznej, jednonawowa, nakryta dachem dwuspadowym, z prezbiterium w formie półkolistej absydy i elewacją frontową z trójkątnym szczytem zakończonym sygnaturką, artykułowaną rozetą, a także półkoliście zamkniętym portalem i ujmującymi go oknami. Elewacje są ozdobione skromną dekoracją z cegły zendrówki ułożonej wzdłuż narożników nawy oraz wokół otworów – okiennych i drzwiowego.